# Patrick Périn
Patrick Périn, né en 1942, est un historien et archéologue français spécialiste du haut Moyen Âge.

## Biographie
Docteur ès lettres (1970), Patrick Périn est conservateur au musée Carnavalet (de 1971 à 1984), puis conservateur du Musée des antiquités de la Seine-Maritime (de 1984 à 1996) et enfin directeur du Musée des antiquités nationales, devenu Musée d'Archéologie nationale de Saint-Germain-en-Laye en 2005 (de 1996 à 2012). Il enseigne à la IVe section de l'École pratique des hautes études (de 1971 à 1981), à l'École des hautes études en sciences sociales (de 1981 à 1983), à l'Université de Paris IV (de 1983 à 1989), et est chargé de cours puis professeur associé (Archéologie médiévale), à l'Université Panthéon-Sorbonne (de 1995 à 2008).

## Publications
- (en coll. avec M. Kazanski), Archéologie des Wisigoths en Gaule, dans Zona arqueologica, 2010, p. 122-133.
- Une exceptionnelle applique mérovingienne à têtes de sanglier de Francheville (France, Marne) dans Acta Archaeologica, 2009, p. 407-421.
- (en coll. avec M. Kazanski), Foreign objects in the Merovingian cemeteries of Northern Gaul, in D. Quast (éd.), 2009, p. 149-167.
- Les tombes mérovingiennes de la basilique de Saint-Denis. Nouvelles recherches interdisciplinaires, dans Glaube, 2009, p. 173-183.
- (en coll. Avec Th. Calligaro et Christel Sudres), À propos du trésors de grenats de Carthage, attribué à l’époque vandale, dans Antiquités nationales, 2009, p. 155-165.
- (en coll. avec V. Gallien), La tombe d’Arégonde à Saint-Denis. Bilan des recherches menées sur les restes organiques humains, animaux et végétaux retrouvés en 2003, dans Inhumations de prestige ou prestige de l’inhumation, 2009, p. 203-226.
- (en coll. avec G. Salaün et A. McGregor), Empreintes inédites de l’anneau sigillaire de Childéric Ier : état des connaissances, dans Antiquités nationales, 2008 (2009), p. 217-224.
- (en coll. avec M. Kazanski), Identité et ethnicité à l’époque des Grandes Migrations et des royaumes barbares : étude de cas archéologiques, dans Antiquités nationales, 2008, p. 181-216.
- (en coll. avec Th. Calligaro, F. Vallet et J.-P. Poirot), Contribution à l’étude des grenats mérovingiens (Basilique de Saint-Denis et autres collections du musée d’Archéologie nationale, diverses collections publiques et objets de fouilles récentes. Nouvelles analyses gemmologiques et géophysiques effectuées au Centre de Recherche et de restauration des musées de France, dans Antiquités nationales, 2006-2007, p. 111-144.
- (en coll. avec A. Dierkens et C. Le Bec), Sacrifice animal et offrandes alimentaires en Gaule mérovingienne, dans S. Lepetz et W. Van Andringa (dir.), 2002, p. 279-299.
- (en coll. avec Th. Calligaro et al.), Neue Erkenntnisse zum Arnegundgrab. Ergebnisse der Metallanalysen und der Untersuchungen organischer Überreste aus Sakophag 49 aus Basilika von Saint-Denis, dans Acta Praehistorica et Archaeologica, 2007, p. 146-179.
- (en coll. avec Th. Calligaro et al.), La tombe d’Arégonde. Nouvelles analyses en laboratoire du mobilier métallique et des restes organiques de la défunte du sarcophage 49 de la basilique de Saint-Denis, dans Antiquités nationales, 2005, p. 181-206.
- (en coll. avec M. Kazanski et A. Mastykova), Die Archäologie der Westgoten in Nordgallien. Zum Stand der Forschung, dans Zwischen Spätantike und Mittelalter, 2007, p. 149-192.
- (en coll. avec Th. Calligaro et al.), Provenancing Merovingian garnets by PIXE and μ-Raman spectrometry, dans J. Henning (dir.), 2007, p. 69-75.
- (en coll. avec M. Kazanski), La tombe de Childéric, le Danube et la Méditerranée, dans Verslype L. (dir.), 2007, p. 29-37.
- Vom Musée des Antiquités nationales (Museum nationaler Altertümer) zum Musée d’Archéologie nationale (Museum für nationale Archäologie) im Schloss von Saint-Germain-en-Laye, dans Acta Praehistorica et Archaeologica, 2006, p. 29-39.
- L’archéologie funéraire reflète-t-elle fidèlement la composition et l’évolution de l’armement mérovingien ?, dans Bos A., Dectot X., Leniaud J.-M. et Plagnieux Ph. (dir.), 2006, p. 94-111.
- (en coll. avec M. Kazanski), Les témoins archéologiques de la présence germanique et nomade en Gaule de la fin du IVe siècle au cours du VIe siècle. Histoire et archéologie, dans J. Lopez Quiroga, A.M. Martinez Tejera et J. Morin De Pablos (dir.), 2006, p. 191-212.
- Chronologie normalisée du mobilier funéraire mérovingienne entre Manche et Lorraine, Bulletin de liaison de l’Association française d’Archéologie mérovingien, , 2006, p. 66.
- La vaisselle de bronze dite copte dans les royaumes romano-germaniques d’Occident : état de la question, dans F. Baratte et J.-P. Sodini (dir.), 2005, p. 85-97.
- De l’Âge du fer au haut Moyen Âge. Archéologie funéraire, princes et élites guerrières, AFAM, 2006, 383 p.